# ПФК „Вихър“ (Горубляне)
ПФК „Вихър“ (Горубляне) е футболен отбор от квартал Горубляне, основан през 1923 г. През 1947 г. той е преобразуван във физкултурно дружество. С изключение на периода от края на 1949 г. до началото на 1957 г., когато в България съществуват доброволни спортни организации на ведомствен принцип, неизменно носи името Вихър. В 1957 г. дружеството за физическа култура и спорт Вихър е възстановено. На негова основа през 1985 г. се формира едноименният футболен клуб, който започва да се развива самостоятелно. През сезон 2006/07 отборът завърши на 7 място в Западната Б група. Най-големият успех за Националната купа е класирането за осминафинала през 1997/98 г. На 14 май 2007 г. официално бе потвърдено сливането между Вихър и Академик (София). Бизнесменът Манол Велев, който е председател на Съюза на частните предприемачи, беше избран за председател на ПФК „Академик 1947“ на извънредно общо събрание. Така през сезон 08 Академик (София) зае мястото на Вихър в Западната Б група, Вихър бе учреден отново и се включи в А ОФГ-София-град.

## Известни футболисти
- Александър Бонев
- Росен Георгиев - РОКО
- Евгени Йорданов - Гената
- Стоян Андреев
- Александър Ангелов
- Костадин Пилитов
- Никола Асенов
- Аспарух Василев
- Виктор Петрушинов
- Красимир Милушев
- Троян Радулов
- Николай Годжев
- Иван Терзийски
- Петър Станев
- Преслав Гетов
- Иван Миланов
- Емил Шаламанов
- Мирослав Койчев
- Даниел Маринов
- Цветан Трайков
- Петър Нанев
- Росен Василев
- Красимир Борлаев
- Георги Ценев
- Красимир Гьорев
- Николай Божов
- Любомир Иванов
- Кирил Котев
- Борислав Йовчев
- Мирослав Байчев
- Едис Селимински
- Йордан Йовчев (футболист)
- Тони Ценов